# Смит, Баррелл
Баррелл Карвер Смит (род. 16 декабря 1955) — американский инженер, который, работая в Apple Computer, разработал материнскую плату (цифровую печатную плату) для оригинального Macintosh. Сотрудник Apple № 282, был принят на работу в феврале 1979 года, сначала в качестве специалиста по обслуживанию Apple II . Он также разработал материнскую плату для LaserWriter от Apple.
Баррелл работал в сервисном отделе Apple, когда помог Биллу Аткинсону добавить больше памяти к компьютеру Apple II инновационным способом. Билл порекомендовал его Джефу Раскину, который искал инженера по аппаратному обеспечению, чтобы помочь ему с его недавно сформированным проектом Macintosh. В качестве члена группы разработчиков Баррелл разработал пять различных материнских плат в процессе работы над Macintosh, каждая из которых использует методы, основанные на чипах Programmable Array Logic (PAL), для достижения максимальной функциональности при минимальном количестве чипов.
Баррелл покинул компанию до выпуска платформы дизайна Apple Turbo Mac, которая включала в себя внутренний жесткий диск и ещё более упрощенный набор микросхем.
Позже он был соучредителем Radius.

## Личная жизнь
Смит на пенсии и живёт в Пало-Альто.
Сообщается, что в 1990-е годы он страдал шизофренией. В 1993 году его обвинили в разбивании окон, бросании петарды и оставлении писем в доме Стива Джобса. Актёр Ленни Джейкобсон воплотил его в фильме 2013 года «Джобс».